# Myra De Groot
Myra De Groot es una actriz británica, conocida por haber interpretado a Eileen Clarke en la serie australiana Neighbours.

## Biografía
Myra estuvo casada cinco veces; con su esposo Pat tuvo dos hijos: Christopher y Simone.
Murió el 4 de abril de 1988 debido al cáncer.

## Carrera
En 1967 apareció como invitada en la popular serie norteamericana Bewitched, donde interpretó a Hazel durante el episodio "My What Big Ears You Have" y a una recepcionista en el episodio "How to Fail in Business with All Kinds of Help". 
En 1984 interpretó a la publicista Barbara Krantz asignada a la prisión Wentworth para el maratón de baile en la popular serie Prisoner; anteriormente había aparecido por primera vez en la serie en 1980, cuando interpretó a Sheila Hawkins durante el episodio # 1.141.
El 15 de abril de 1985, se unió al elenco de la popular serie australiana Neighbours, donde interpretó a Eileen Clarke hasta el 29 de marzo de 1988. Después de que Myra falleciera en 1988, la serie le hizo un tributo.

## Filmografía
Series de televisión
| Año         | Serie                | Personaje      | Notas                                |
| ----------- | -------------------- | -------------- | ------------------------------------ |
| 1985 - 1988 | Neighbours           | Eileen Clarke  | 139 episodios                        |
| 1984        | Special Squad        | Grace Kiddell  | episodio "The Second Mr. Swift"      |
| 1984        | Prisoner             | Barbara Krantz | 4 episodios                          |
| 1976        | The Sullivans        | Laura Watkins  | -                                    |
| 1974        | Buck House           | Mrs. Platt     | -                                    |
| 1969        | Here Come the Brides | Maude          | episodio "Marriage, Chinese Style"   |
| 1968        | The Monkees          | Mary Friar     | episodio "Monkees Mind Their Manor"  |
| 1967        | Bewitched            | Hazel          | episodio "My What Big Ears You Have" |

Películas
| Año  | Título            | Personaje | Notas                                                                   |
| ---- | ----------------- | --------- | ----------------------------------------------------------------------- |
| 1988 | The Far Country   | Enfermera | junto a Michael York, Sigrid Thornton, Don Barker & Alan Dale           |
| 1983 | Zero Zero         | Madre     | junto a Simone Baker, Dora Batt & Cecil Bratton                         |
| 1982 | Norman Loves Rose | Madre     | junto a Carol Kane, Tony Owen, Barry Otto & Sandy Gore                  |
| 1981 | Air Hawk          | Tía Ellie | junto a Eric Oldfield, Philip Ross, Michael Aitkens & Christine McClure |
| 1980 | Angel Mine        | Monja     | junto a Derek Ward, Jennifer Redford & Mike Wilson                      |

Teatro
| Año        | Obra                       | Personaje      | Director (a)   | Teatro                  | Notas                                                             |
| ---------- | -------------------------- | -------------- | -------------- | ----------------------- | ----------------------------------------------------------------- |
| 1987       | Nunsense                   | Hermana Hubert | -              | Comedy Theatre          | -                                                                 |
| 1986       | Spook House                | -              | Murray Copland | St Martins Theatre      | junto a Paul English, Debra Moon & Jon Sidney                     |
| 1985       | Nine Little Australians!   | -              | Jonathan Hardy | -                       | junto a Kim Gyngell, Veronica Jeffrey & Tim Robertson             |
| 1984       | Torch Song Trilogy         | Mrs Beckoff    | -              | Her Majesty's Theatre   | -                                                                 |
| 1983       | New York Jungle            | -              | Alfred Sandor  | -                       | junto a David Ingall & Gary Kliger                                |
| 1983       | The Sentimental Bloke      | -              | Arthur Dicks   | Q Theatre               | junto a Robyn Arthur, Nicholas Eadie, Tony Preece & Peter Schwarz |
| 1982       | Cowardy Custard            | -              | Peter Williams | Phillip St. Theatre     | junto a Robert Berry, Meg Chilcott & Ric Hutton                   |
| 1982       | Noel & Cole                | -              | -              | Marian St. Theatre      | -                                                                 |
| 1977       | Viva Mexico                | -              | -              | -                       | -                                                                 |
| 1976       | Tarantara! Taranatara!     | -              | -              | Mercury Theatre         | -                                                                 |
| 1972       | There's a Leek in your Hat | -              | -              | Mercury Theatre         | -                                                                 |
| 1968, 1970 | Mame                       | Agnes Gooch    | -              | -                       | -                                                                 |
| 1966       | Riverwind                  | -              | -              | -                       | -                                                                 |
| 1962       | Seven Come Eleven          | -              | -              | -                       | junto a Hal Buckley, Nancy Preiser & Cy Young                     |
| 1959       | Pieces of Eight            | -              | -              | Apollo Theatre          | -                                                                 |
| 1959       | Ulysses in Nighttown       | Kitty          | -              | Arts Theatre            | -                                                                 |
| 1958       | Mister Venus               | -              | -              | Prince of Wales Theatre | -                                                                 |
| 1955       | Frome Here and There       | -              | -              | Royal Court Theatre     | -                                                                 |

## Premios y nominaciones
| Año  | Categoría                         | Premio    | Película          | Resultado |
| ---- | --------------------------------- | --------- | ----------------- | --------- |
| 1982 | Best Actress in a Supporting Role | AFI Award | Norman Loves Rose | Nominada  |